# 斯普林克里克 (明尼蘇達州)
斯普林克里克（英語：Spring Creek）是位於美國明尼蘇達州耶洛梅德辛縣弗倫德希普鎮區的一個非建制地區。

## 地理
斯普林克里克所處的海拔為高於海平面329米（即1079英呎），而該地所採用的時區為UTC-6，即北美中部時區（CST）。同時該地設有夏令時間，為UTC-6調快一小時，即UTC-5（CDT）。